# Panoší Újezd
Panoší Újezd là một làng thuộc huyện Rakovník, vùng Středočeský, Cộng hòa Séc.